# Зузорич, Цвиета
Цвиета Зузорич (хорв. Cvijeta Zuzorić, итал. Flora Zuzori, Floria Zuzzeri, 1552, Рагуза — 1648, Анкона) — хорватская и итальянская поэтесса. Писала на хорватском и итальянском языках. Со временем она стала символом поэтического женского Ренессанса Далмации.

## Биография
Родилась в известной купеческой семье. Росла в Италии. В 1577 вышла замуж за посла Флоренции в Рагузе (Дубровник), Бартоломео Пешони, в 1582 переехала с мужем во Флоренцию. Их дом стал своего рода литературной академией, где собирались писатели и художники. Её красоту и талант славили многие писатели-современники, включая Торквато Тассо, который, впрочем, никогда с ней не встречался. Из произведений Зузорич сохранилось немного. Ряд её стихотворений были, при жизни автора, переведены на французский язык. Оставила воспоминания (изд. в 1721).
После замужества, Цвиета переехала, с мужем дипломатом, обратно в Дубровник. Будучи вхожей в круг Дубровницкой знати, Цвиета начала сочинять стихи. Решающим для неё была встреча с Николо Вито Ди Гоцце, одним из самых талантливых и образованных философов и дубровницких литераторов всех времен, которого ценили за его ум и интеллект, и это побудило её продолжить развиваться в литературной деятельности.
В доме, в районе Сан-Пьетро, Цвиета организовала группу чтения и литературного обмена, практически, это была настоящая Академия.
Бартоломео Пешони, муж Цвиеты, умер 15 июня 1593 года, после тринадцати лет брака без детей: У Цвиеты, таким образом, начался длительный период вдовства.
Зузорич умерла в Анконе 1 декабря 1648 года и была похоронена в церкви Сан Франческо алле Скале
Имя поэтессы носит известная художественная галерея в белградском парке Калемегдан.